# Thomas Brooke Benjamin
Pour les articles homonymes, voir Benjamin.
Thomas Brooke Benjamin (né le 15 avril 1928 à Wallasey, mort le 16 août 1995 à Oxford) est un mathématicien et physicien britannique.
Il est surtout connu pour son travail en analyse mathématique et en mécanique des fluides, en particulier dans les applications des équations différentielles non linéaires.
De 1978 à sa mort en 1995, il occupe la chaire de philosophie naturelle à l'institut de mathématiques de l'université d'Oxford.